# Silencio = Muerte: Red Hot + Latin
Silencio = Muerte: Red Hot + Latin  es la décima recopilación de la Red Hot Organization, el cual consiste en una mirada moderna en el rock contemporáneo en español en escena. Esta recopilación se caracteriza por contener música en español y angloamericana. Al igual que con otros álbumes de la serie, este proyecto adapta su mensaje sobre el tener conciencia de SIDA con un objetivo específico.
Se centra en la epidemia del SIDA cuya rápida expansión está ocurriendo en América Latina. Luego de su publicación en 1997, el disco ocupó el puesto #14 y #48 en el Billboard´s Latin Pop y Top Latin Albums, respectivamente. El álbum fue reeditado por Nacional Records en 2006, donde se incluyeron bonus tracks.
Esta es la descripción que se da en la revista Alborde del álbum en la lista de los 250 mejores álbumes de rock iberoamericano:

Una organización pro-fondos para la lucha contra el SIDA convocaba diferentes series de artistas para que colaboren en una colección de discos. No pudo haber mejor excusar para reunir un grupo de artistas de lo más diversos pero que resultaban la mejor selección de la escena iberoamericana a mediados de los 90's (Los Lobos, Café Tacuba, Aterciopelados, Los Fabulosos Cadillacs, Rubén Blades, etc). Los temas que componen el disco son re-versiones de temas representativas de las bandas (Por ejemplo, el tema hardcore energético de "Gente que no" de Todos Tus Muertos pasa a ser un tema cumbia-reggamuffin poderoso con la colaboración de Los Auténticos Decadentes; así como de otras colaboraciones con Money Mark, Fishbone, David Byrne, entre otros) y de lados B no editados (como "Cosas que me ayudan a olvidar" de Calamaro), y que en su conjunto hacen uno de los discos más atractivos para los que quieren entender lo que sucedía en la escena alterlatina aquellos tiempos. En el 2006, se volvió a editar una nueva versión donde se incluyen temas de Nortec Collective, Kinky y Kevin Johansen, entre otros.

J.L.Mercado; Revista Alborde, 2006

## Lista de canciones[2]
1. "Pepe e Irene" (Los Lobos + Dinero Mark) – 3:33
2. "Yolanda Nigüas" (Café Tacvba + David Byrne) – 3:24
3. "Gente Que No" (Todos Tus Muertos + Auténticos Decadentes) – 4:13
4. "What's New Pussycat?" (Los Fabulosos Cadillacs + Fishbone) – 4:13
5. "El Son Del Dolor " (Cuca + Brigada de Juventud )– 4:03
6. "Quiere Ser Encantado"(Los Pericos + Buju Banton)– 4:07
7. "Quien Es Ese Negro" (Sen Dog, Mellow Man Ace, MC Skeey + Señor Rico + DJ Rif) – 4:42
8. "Padre Nuestro" (Hurricane G + Huracán del Reinado) – 3:37
9. "Historia De La Radio" (Juan Perro) – 4:27
10. "Whoever You Are" (Geggy Tah + King Changó) – 4:15
11. "Águas De Março" (Cibo Matto) – 3:18
12. "Una Hoja, Una Raíz" (Diego Frenkel (La Portuária), Aterciopelados + Laurie Anderson) – 4:01
13. "No Te Miento" (Hijo de Hojas + Rubén Blades) – 4:29
14. "Sin tener a donde ir" (Melissa Etheridge) – 4:15
15. "Cosas Que Me Ayudan A Olvidar" (Andrés Calamaro) – 3:57
16. "You Come And Go" (La Ley) – 5:18
17. "Venas" (Las víctimas del Dr. Cerebro) – 4:15
18. "Guerra" (Sepultura) – 4:32

## Reedición de 2006
1. "Que Bonito Bailas" actuó por Nortec Colectivo
2. "Peligroso El pop" actuado por Plastilina Mosh
3. "Sol Tapado" actuó por Thievery Empresa
4. "La hermana Torcida" - Kinky
5. "Crosseyed E Indoloro" - Chicas brasileñas

## Posicionamiento en listas
| Publicación | País           | Lista                                                   | Año  | Puesto |
| ----------- | -------------- | ------------------------------------------------------- | ---- | ------ |
| Alborde     | Estados Unidos | Los 250 álbumes más importantes del Rock Iberoamericano | 2006 | 159    |